# François Walter (historien)
Pour les articles homonymes, voir François Walter et Walter.
François Walter, né le 29 avril 1950, est un historien suisse.

## Biographie
Après avoir suivi ses études de Lettres à l'université de Fribourg et obtenu un doctorat es lettres (Histoire moderne et contemporaine), François Walter est chargé de cours puis maître-assistant dans la même université de 1981 à 1986. Il occupe ensuite, en tant que professeur, à partir de 1986 la chaire d'histoire moderne et contemporaine à l'université de Genève. Il accède à l'éméritat en 2012. 
Dans le cadre de son enseignement, François Walter a été professeur invité à :
- l'université de Fribourg (1987-1992),
- l’École polytechnique fédérale de Zurich (1992),
- l'université de Catane, Italie (1999, 2005)
- l'université de Bari, Italie (2001)
- l'université Laval, Québec, Canada (2006)
- l'université Paris I Panthéon-Sorbonne (2008)
- l'université Pierre Mendès-France, Grenoble (2011)

Il a aussi été directeur d'études invité à l'École des hautes études en sciences sociales à Paris (1991, 1999 et 2006) et a également séjourné comme chercheur invité au Max Planck Institut für Geschichte de Göttingen (2000, 2004 et 2006) et comme fellow au Collegium Budapest (2002).  
L'université Pierre-Mendès-France de Grenoble l'a honoré d'n titre de docteur honoris causa
Il est le fondateur avec Pascal Delvaux, des Presses d'histoire suisse.
Il a publié plusieurs livres et articles sur l'histoire urbaine, l'histoire du climat, de l'environnement et des catastrophes naturelles, et l'histoire de la production des identités sociales et est l'auteur d'une « Histoire de la Suisse »,  en 5 tomes aux Éditions Alphil - Presses universitaires suisses de 2009 à 2010.

## Publications
- Histoire de la Suisse
  - François Walter, Histoire de la Suisse, vol. 1 : L'invention d'une confédération (XVe – XVIe siècles), Neuchâtel, Éditions Alphil – Presses universitaires suisses, coll. « Focus », 2009, 136 p. (ISBN 978-2-940235-49-0, présentation en ligne)
  - François Walter, Histoire de la Suisse, vol. 2 : L'âge classique (1600-1750), Neuchâtel, Éditions Alphil – Presses universitaires suisses, coll. « Focus », 2009, 136 p. (ISBN 978-2-940235-56-8, présentation en ligne)
  - François Walter, Histoire de la Suisse, vol. 3 : Le temps des révolutions (1750-1830), Neuchâtel, Éditions Alphil – Presses universitaires suisses, coll. « Focus », 2010, 160 p. (ISBN 978-2-940235-60-5, présentation en ligne)
  - François Walter, Histoire de la Suisse, vol. 4 : La création de la Suisse moderne (1830-1930), Neuchâtel, Éditions Alphil – Presses universitaires suisses, coll. « Focus », 2010, 160 p. (ISBN 978-2-940235-68-1, présentation en ligne)
  - François Walter, Histoire de la Suisse, vol. 5 : Certitudes et incertitudes du temps présent (de 1930 à nos jours), Neuchâtel, Éditions Alphil – Presses universitaires suisses, coll. « Focus », 2010, 160 p. (ISBN 978-2-940235-73-5, présentation en ligne)
- La Suisse : au-delà du paysage, Paris, Gallimard, coll. « Découvertes Gallimard/Histoire » (no 573), 128 p., 2011  (ISBN 9782070439799).
- Hiver : histoire d'une saison, Paris, Payot, 2014, 464 p.  (ISBN 9782228910224).
- Noël, une si longue histoire... avec Alain Cabantous, Payot, 2016.
- Atlas historique de la Suisse avec Marco Zanoli, Neuchâtel, Éditions Alphil - Presses universitaires suisses, 2020.
- Désir de printemps , histoire sensible d'une saison, Paris, Payot, 2023.